# Stade Nuevo de Limón
Le stade Nuevo de Limón est un stade de football situé à Puerto Limón au Costa Rica.